# Nicoracã
Nicoracã (em armênio: Դիխորական; romaniz.: Niχorakan) foi um distrito da província de Persarmênia, no sudeste do Reino da Armênia. Por conseguinte, compunha um dos territórios do Vitaxado de Nova Siriganica, um dos quatro territórios geridos por vitaxas (vice-reis) nas zonas fronteiriças do reino; Nova Siriganica compreendia os territórios de Macerta, Nicoracã e Dassentre e todos os distritos da província da Persarmênia, o que levou à confusão entre ambas. Compreendia a área ao norte dos montes Zagros, ao norte de Macerta e Dassentre. Suren Eremyan sugeriu que tinha uma área de 4 250 quilômetros quadrados.
Alegoricamente, Fausto, o Bizantino comenta que esteve entre os territórios que desertaram o rei Ársaces II (r. 350–368) em detrimento do xainxá Sapor II (r. 309–379) do Império Sassânida. Essa afirmação, contudo, alude à Paz de Nísibis de 363 assinada pelo Império Romano e o Império Sassânida, segundo a qual porções do território armênio, incluindo Nicoracã, foram concedidos aos sassânidas. É possível, com base em outra menção em Fausto, que foi brevemente reconquistado pelo Musel I, que a invadiu sob ordens do rei Papa (r. 370–374) no contexto da guerra contra Sapor II.